# Bournonita
La bournonita es un mineral de origen hidrotermal, formado en condiciones de temperatura baja o media, lo que hace que aparezca asociado a otros minerales como la tetraedrita, la boulangerita o la siderita. Es un sulfuro, de fórmula química PbCuSbS3.
La bournonita se descubrió en 1805 en Cornualles, en unas minas de la localidad de Endellion. Por esta razón fue llamada al principio «endelliolita» antes de que recibiera el nombre de bournonita en honor del mineralogista y cristalógrafo francés Jacques Louis Bournon.

## Utilización
La belleza de los cristales de este mineral, así como su distribución espacial hacen de la bournonita una especie muy apreciada por los coleccionistas de todo el mundo.
Es extraído en minería como mena de plomo y cobre.